# آلپنا (میشیگان)
آلپنا، میشیگان (به انگلیسی: Alpena, Michigan) یک شهر در ایالات متحده آمریکا با جمعیت ۱۰٬۴۸۳ نفر است که در میشیگان واقع شده‌است.

## موقعیت جغرافیایی
موقعیت جغرافیایی شهرها و مناطق اطراف به شرح زیر است: